# Osornophryne
Genre
Osornophryne est un genre d'amphibiens de la famille des Bufonidae.

## Répartition
Les onze espèces de ce genre se rencontrent en Colombie et en Équateur entre 2 700 et 3 700 m dans la Cordillère des Andes.

## Liste d'espèces
Selon Amphibian Species of the World (23 septembre 2014) :
- Osornophryne angel Yánez-Muñoz, Altamirano-Benavides, Cisneros-Heredia & Gluesenkamp, 2011
- Osornophryne antisana Hoogmoed, 1987
- Osornophryne bufoniformis (Peracca, 1904)
- Osornophryne cofanorum Mueses-Cisneros, Yánez-Muñoz & Guayasamin, 2010
- Osornophryne guacamayo Hoogmoed, 1987
- Osornophryne occidentalis Cisneros-Heredia & Gluesenkamp, 2011
- Osornophryne percrassa Ruiz-Carranza & Hernández-Camacho, 1976
- Osornophryne puruanta Gluesenkamp & Guayasamin, 2008
- Osornophryne simpsoni Páez-Moscoso, Guayasamin & Yánez-Muñoz, 2011
- Osornophryne sumacoensis Gluesenkamp, 1995
- Osornophryne talipes Cannatella, 1986

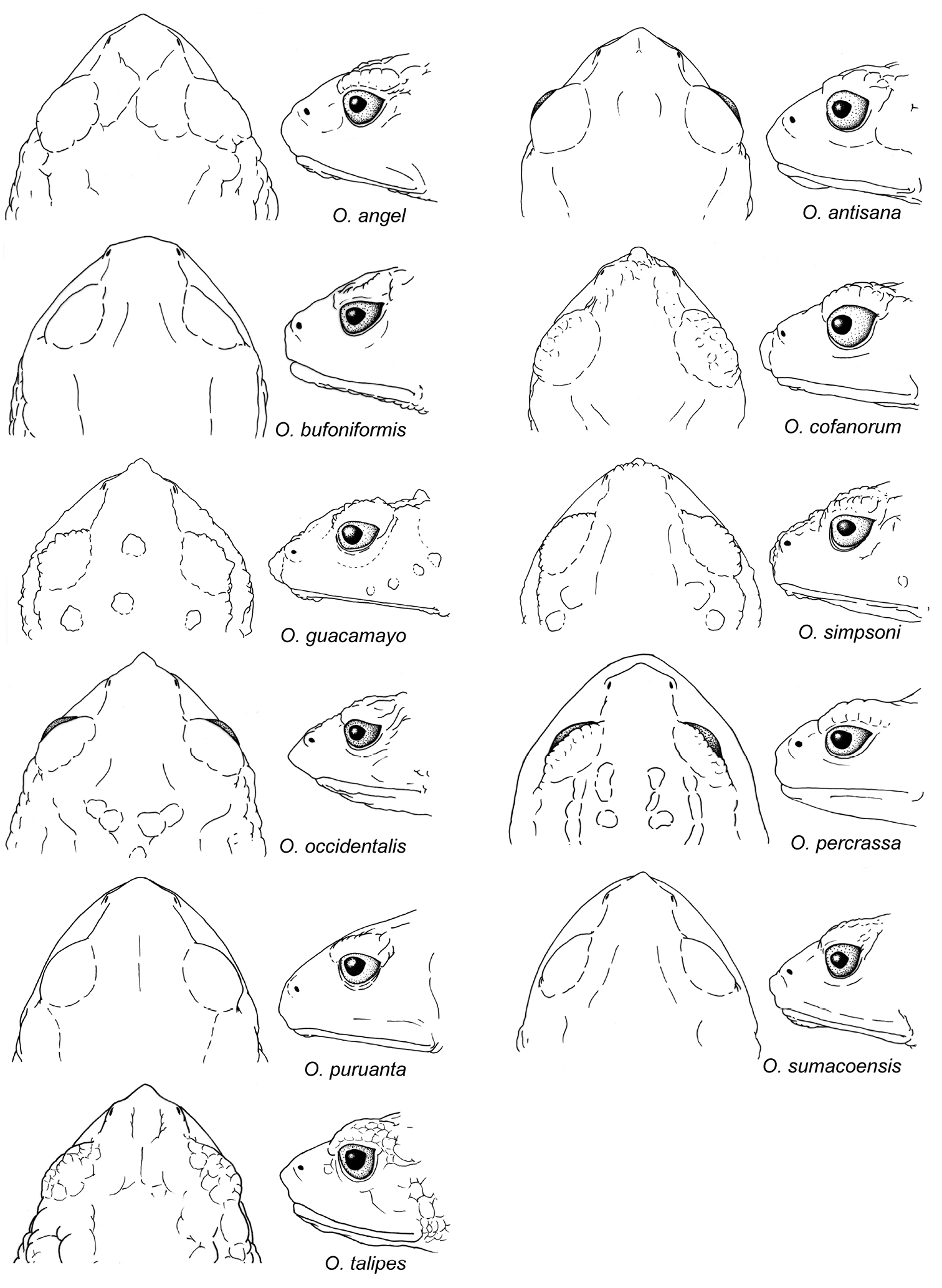
Vue dorsale et latérale de 11 femelles, de gauche à droite et de haut en bas : Osornophryne angel, Osornophryne antisana, Osornophryne bufoniformis, Osornophryne cofanorum, Osornophryne guacamayo, Osornophryne simpsoni, Osornophryne occidentalis, Osornophryne percrassa, Osornophryne puruanta, Osornophryne sumacoensis et Osornophryne talipes.

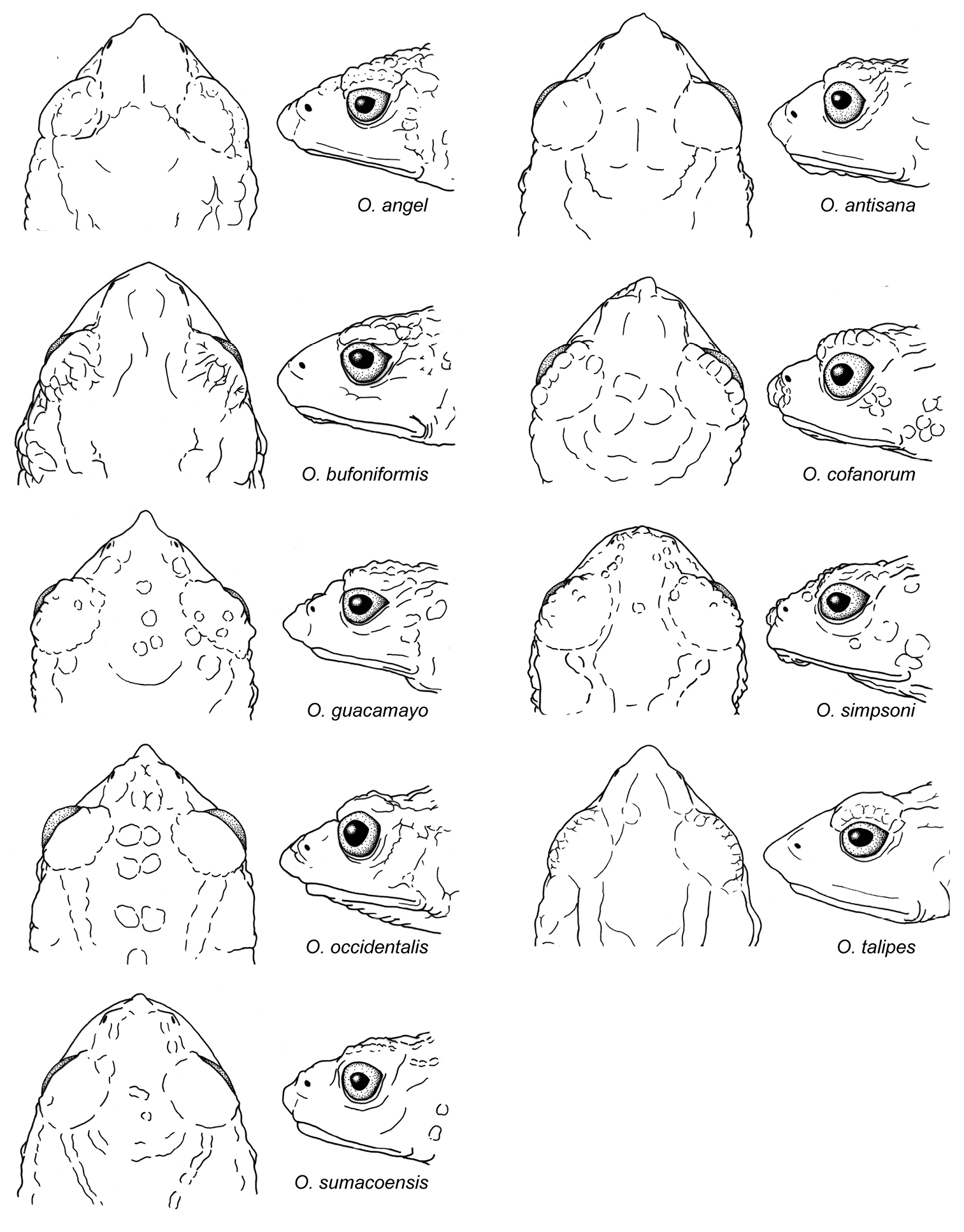
Vue dorsale et latérale de 9 mâles, de gauche à droite et de haut en bas : Osornophryne angel, Osornophryne antisana, Osornophryne bufoniformis, Osornophryne cofanorum, Osornophryne guacamayo, Osornophryne simpsoni, Osornophryne occidentalis, Osornophryne talipes et Osornophryne sumacoensis.

## Étymologie
Le nom de ce genre est formé à partir de Osorno, en l'honneur de Ernesto y Hernando Osorno Mesa, et du mot grec phrynos, le crapaud.

## Publication originale
- Ruiz-Carranza & Hernández-Camacho, 1976 : Osornophryne género nuevo de anfibios bufónidos de Colombia y Ecuador. Caldasia, vol. 11, no 54, p. 93-148 (texte intégral).